# Alpartir
Alpartir é um município da Espanha na província de Saragoça, comunidade autónoma de Aragão. Tem 26,89 km² de área e em 2021 tinha 604 habitantes (densidade: 22,5 hab./km²).

## Demografia
| Variação demográfica do município entre 1991 e 2004 | Variação demográfica do município entre 1991 e 2004 | Variação demográfica do município entre 1991 e 2004 | Variação demográfica do município entre 1991 e 2004 |
| --------------------------------------------------- | --------------------------------------------------- | --------------------------------------------------- | --------------------------------------------------- |
| 1991                                                | 1996                                                | 2001                                                | 2004                                                |
| 633                                                 | 629                                                 | 609                                                 | 603                                                 |